# Tom McCarthy (Filmschaffender)

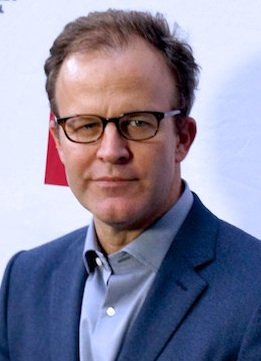
Tom McCarthy (2015)

Thomas „Tom“ Joseph McCarthy (* 7. Juni 1966 in New Jersey, Vereinigte Staaten) ist ein US-amerikanischer Schauspieler, Regisseur sowie ein mit dem Oscar ausgezeichneter Drehbuchautor.

## Leben
McCarthy besuchte die New Providence High School in New Providence, New Jersey sowie das Boston College und die Yale School of Drama. Er spielte bereits in zahlreichen Spielfilmen und Fernsehproduktionen mit. 2003 wurde mit Station Agent sein erster Film als Regisseur veröffentlicht, zu dem er auch selbst das Drehbuch schrieb. Dieser Film wurde mit mehreren Filmpreisen ausgezeichnet, u. a. mit dem BAFTA Award für das beste Drehbuch. Ein weiterer Film, bei dem McCarthy Regie nach eigenem Drehbuch führte, erschien 2007 unter dem Titel Ein Sommer in New York – The Visitor. Auch diese Produktion erhielt mehrere Auszeichnungen, wie z. B. den Satellite Award für das beste Drehbuch.
Seine Arbeit am Drehbuch zu Oben brachte ihm 2010 gemeinsam mit Bob Peterson und Pete Docter eine Oscar-Nominierung in der Kategorie Bestes Originaldrehbuch ein.
2015 übernahm McCarthy die Regie beim Journalisten-Drama Spotlight, das u. a. den Oscar in der Kategorie Bester Film gewann. McCarthy selbst erhielt eine Nominierung in der Kategorie Beste Regie, während er gemeinsam mit Josh Singer den Preis in der Kategorie Originaldrehbuch zuerkannt bekam.
Danach inszenierte McCarthy die ersten beiden Folgen der Serie Tote Mädchen lügen nicht (2017), gefolgt vom Jugend- und Detektivfilm Timmy Flop: Versagen auf ganzer Linie (2020) und dem Thriller Stillwater – Gegen jeden Verdacht (2021). Außerdem entwickelte er die Miniserie The Loudest Voice, die 2019 ausgestrahlt wurde.

## Filmografie
Schauspieler
- 1992: Crossing the Bridge
- 1993: Rift – Abgrund der Seele (Rift)
- 1996: New York Undercover (Fernsehserie, Folge 2x17 Toy Soldiers)
- 1996: Mary & Tim – Wird die Liebe siegen? (Mary & Tim, Fernsehfilm)
- 1997: Fletcher’s Visionen (Conspiracy Theory)
- 1998: Chaos City (Spin City, Fernsehserie, Folge 2x21 Bye, Bye, Birdie)
- 1999: 30 Days
- 2000: Law & Order: New York (Law & Order: Special Victims Unit, Fernsehserie, Folge 1x19 Contact)
- 2000: Ally McBeal (Fernsehserie, Folge 3x19 Do You Wanna Dance?)
- 2000: Meine Braut, ihr Vater und ich (Meet the Parents)
- 2000–2001: Boston Public (Fernsehserie, 14 Folgen)
- 2002: Der Super-Guru (The Guru)
- 2004: The Last Shot – Die letzte Klappe (The Last Shot)
- 2005: Good Night, and Good Luck
- 2005: Syriana
- 2006: Das Spiel der Macht (All the King’s Men)
- 2006: Flags of Our Fathers
- 2007: Year of the Dog
- 2007: Michael Clayton
- 2008: The Wire (Fernsehserie, zehn Folgen)
- 2008: Baby Mama
- 2009: Mammut (Mammoth)
- 2009: Duplicity – Gemeinsame Geheimsache (Duplicity)
- 2009: 2012
- 2009: In meinem Himmel (The Lovely Bones)
- 2010: Jack in Love (Jack Goes Boating)
- 2010: Fair Game – Nichts ist gefährlicher als die Wahrheit (Fair Game)
- 2010: Meine Frau, unsere Kinder und ich (Little Fockers)
- 2015: Pixels

Regisseur
- 2003: Station Agent (The Station Agent)
- 2007: Ein Sommer in New York – The Visitor (The Visitor)
- 2011: Win Win
- 2014: Cobbler – Der Schuhmagier (The Cobbler)
- 2015: Spotlight
- 2017: Tote Mädchen lügen nicht (Fernsehserie, Folgen 1x01–1x02)
- 2020: Timmy Flop: Versagen auf ganzer Linie (Timmy Failure: Mistakes Were Made)
- 2021: Stillwater – Gegen jeden Verdacht (Stillwater)

Drehbuchautor
- 2003: Station Agent (The Station Agent)
- 2007: Ein Sommer in New York – The Visitor (The Visitor)
- 2009: Oben (Up)
- 2011: Win Win
- 2014: Million Dollar Arm
- 2014: Cobbler – Der Schuhmagier (The Cobbler)
- 2015: Spotlight
- 2018: Christopher Robin
- 2021: Stillwater – Gegen jeden Verdacht (Stillwater)

Produzent
- 2011: Win Win
- 2014: Cobbler – Der Schuhmagier (The Cobbler)

## Auszeichnungen
Tom McCarthy erhielt mit dem Stand vom 25. März 2016 insgesamt 156 Nominierungen und gewann davon 83.
Oscars
- 2010: Nominierung in der Kategorie Bestes Originaldrehbuch für Oben, zusammen mit Bob Peterson und Pete Docter
- 2016: Nominierung in der Kategorie Beste Regie für Spotlight
- 2016: Auszeichnung in der Kategorie Bestes Originaldrehbuch für Spotlight, zusammen mit Josh Singer

Golden Globe Awards
- 2016: Nominierung in der Kategorie Beste Regie für Spotlight
- 2016: Nominierung in der Kategorie Bestes Filmdrehbuch für Spotlight, zusammen mit Josh Singer

British Academy Film Awards
- 2004: Auszeichnung in der Kategorie Bestes Originaldrehbuch für Station Agent
- 2016: Auszeichnung in der Kategorie Bestes Originaldrehbuch für Spotlight, zusammen mit Josh Singer